# 옥스퍼드 유나이티드 FC
옥스퍼드 유나이티드 FC(Oxford United Football Club)는 잉글랜드 옥스퍼드셔주 옥스퍼드를 연고로 하는 축구 클럽이다.

## 성적
- 서던 풋볼 리그 프리미어 디비전 우승 3회 (1952-53, 1960-61, 1961-62), 준우승 2회 (1953-54, 1959-60)
- 서던 풋볼 리그 컵 우승 3회 (1952-53, 1953-54, 1967-68)
- 풋볼 리그 챔피언십(풋볼 리그 1부 시대 포함) 우승 1회 (1984-85)
- 풋볼 리그 1(풋볼 리그 2부 시대 포함) 우승 2회 (1967-68, 1983-84), 준우승 1회 (1995-96)
- 풋볼 리그 2(풋볼 리그 3부 시대 포함) 3위 1회 (1964-65)
- 콘퍼런스 내셔널 플레이오프 우승 1회 (2009-10)
- 풋볼 리그 컵 우승 1회 (1986)
- 4:0 웨스트햄

## 선수 명단

### 현역
참고: FIFA 자격 규정에 따라 소속된 국가대표팀 국기를 표시합니다. 선수는 복수의 FIFA 비회원국 국적을 가지고 있을 수 있습니다.
| 번호 | 포지션 | 국적   | 이름              |
| ---- | ------ | ------ | ----------------- |
| 15   | MF     | 튀니지 | 이드리스 엘미주니 |

| 번호 | 포지션 | 국적     | 이름        |
| ---- | ------ | -------- | ----------- |
| 35   | DF     | 아일랜드 | 제임스 골딩 |